# Mezon D
Mezon D – mezon zawierający kwark powabny i antykwark lżejszy lub antykwark powabny i lżejszy kwark.
Przed 1986 mezon Ds był nazywany mezonem F.
Rozpady:
- D± → Kπ, K2π, K3π, Keν, Kμν, Kπeν, Kπμν
- D0 → Kπ, K2π, K3π, Keν, Kμν, Kπeν
- DS → KK, KKπ, KK2π, τν, 3π, 4π

To, że w produktach typowego rozpadu są obecne kaony wynika z własności macierzy CKM, która tłumi rozpady kwarku c do kwarku d, ale nie do kwarku s (rozpady do kwarku u są niemożliwe na poziomie drzewowym).